# Anthreptes griseigularis
Az Anthreptes griseigularis a madarak (Aves) osztályának a verébalakúak (Passeriformes) rendjébe, ezen belül a nektármadárfélék (Nectariniidae) családjába tartozó faj.

## Rendszerezése
A fajt Arthur Hay angol katona és ornitológus írta le 1878-ban. Szerepelt a barnatorkú nektármadár (Anthreptes malacensis) alfajaként Anthreptes malacensis griseigularis néven.

## Alfajai
- Anthreptes griseigularis birgitae Salomonsen, 1953
- Anthreptes griseigularis griseigularis Tweeddale, 1878[2]

## Előfordulása
A Fülöp-szigetek területén honos. Természetes élőhelyei a szubtrópusi és trópusi síkvidéki esőerdők és mangroveerdők, lápok és mocsarak környékén, valamint ültetvények, szántóföldek, másodlagos erdők és vidéki kertek. Állandó, nem vonuló faj.

## Megjelenése
Testhossza 13 centiméter.

## Természetvédelmi helyzete
Az elterjedési területe nagy, egyedszáma viszont ismeretlen. A Természetvédelmi Világszövetség Vörös listáján nem fenyegetett fajként szerepel.